# Лашковце
}} 
Лашковце (словац. Laškovce) — село, громада в окрузі Михайлівці, Кошицький край, Словаччина. Населення — 2160 чол. Площа — 13.47 км². Вперше згадується в 1324 році.

## Населення
| Рік:            | 1994. | 2004.    | 2014.    | 2024.    |
| --------------- | ----- | -------- | -------- | -------- |
| Кількість осіб: | 422   | 530      | 667      | 766      |
| Різниця:        |       | +25,59 % | +25,84 % | +14,84 % |

| Рік:            | 2023. | 2024.   |
| --------------- | ----- | ------- |
| Кількість осіб: | 763   | 766     |
| Різниця:        |       | +0,39 % |

## Пам'ятки
У селі є греко-католицька церква Успіння Пресвятої Богородиці з 80-их років 18 століття року в стилі бароко-класицизму, оновлений та розширений у 1922 році, з 1988 національна культурна пам'ятка.